# Dukenburgsebrug
Die Dukenburgsebrug ist eine von vier Straßenbrücken über den Maas-Waal-Kanal in der niederländischen Gemeinde Nijmegen. Sie verbindet die Gemeindebezirke Nijmegen-Midden und Dukenburg miteinander.

## Geschichte
Im Zuge einer Bauwelle in den 1970er-Jahren sollten drei Straßenbrücken über den Maas-Waal-Kanal errichtet werden. Neben der Graafsebrug und der Hatertsebrug, die in diesem Rahmen beide erneuert wurden, wurde an der Stelle der Dukenburgsebrug erstmals eine Brücke angelegt. Sie wurde 1973 von der Baufirma Dubbers aus Malden gebaut. Ein Antrag der Nijmeegse SP-Fraktion, die Brücke nach Nelson Mandela zu benennen, wurde im Jahre 1990 vom Gemeinderat abgelehnt. Im Jahre 2007 wurde die Brücke um 38 Zentimeter erhöht, sodass größere Containerschiffe den Kanal befahren können.